# Sprawiedliwość ulicy
Sprawiedliwość ulicy (Urban Justice) – amerykański film sensacyjny z 2007 roku.

## Obsada
- Steven Seagal – Simon Ballister
- Eddie Griffin – Armand
- Kirk B.R. Woller – Frank Shaw
- Liezl Carstens – Linda
- Carmen Serano – Alice Park
- Cory Hart – Max